# Lulkowo (Couïavie-Poméranie)
Pour les articles homonymes, voir Lulkowo.
Lulkowo est un village de Pologne situé en Couïavie-Poméranie, dans le gmina (commune) de Łysomice et le powiat de Toruń.

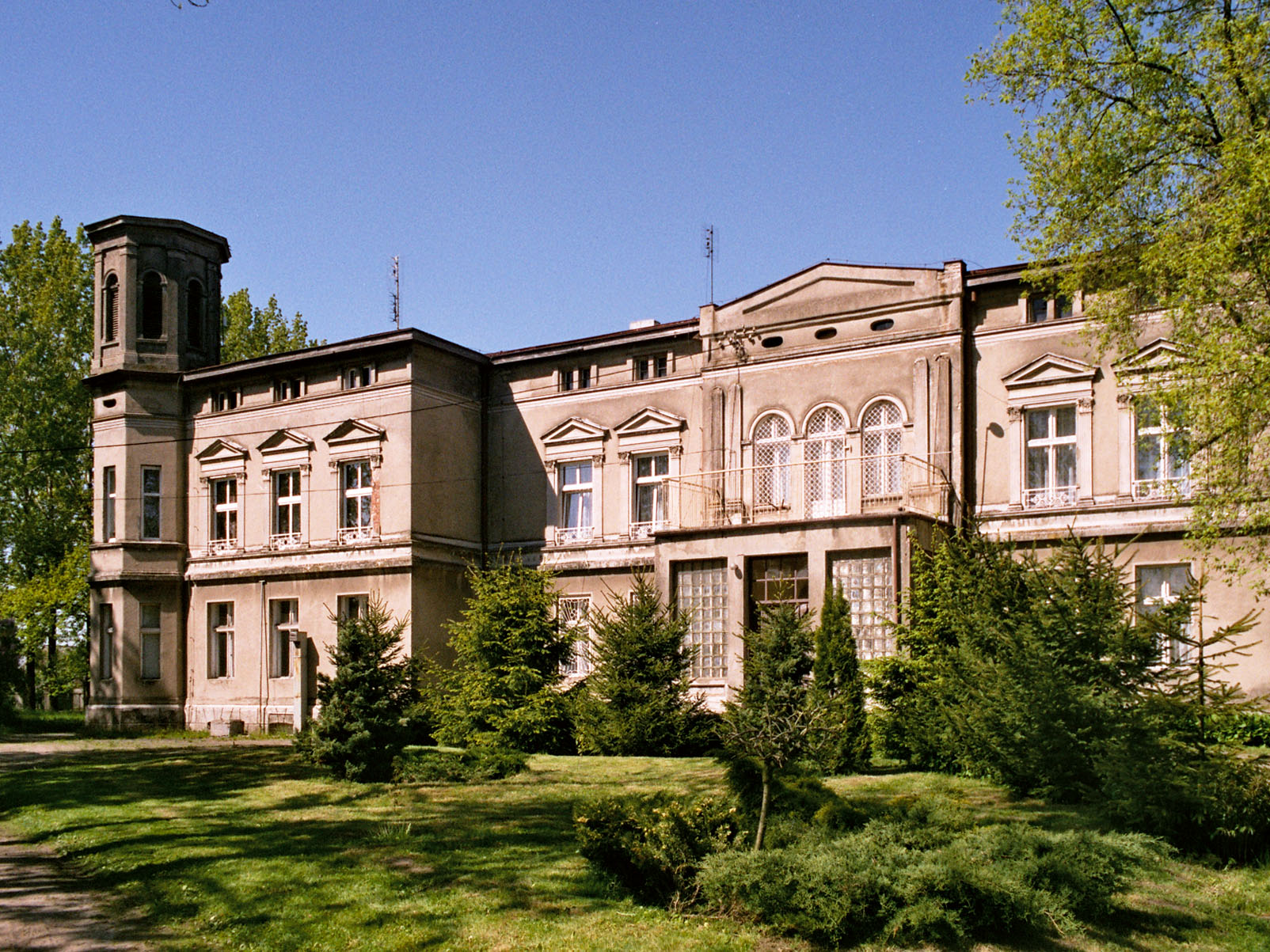
Le vieux palais.

Plaque d'immatriculation : CTR.

## Histoire
De 1818 à 1920, Lulkau fait partie de l'arrondissement de Thorn (de) dans le district de Marienwerder au sein de la province de Prusse-Occidentale.